# Simone Cantoni
Pour les articles homonymes, voir Cantoni.

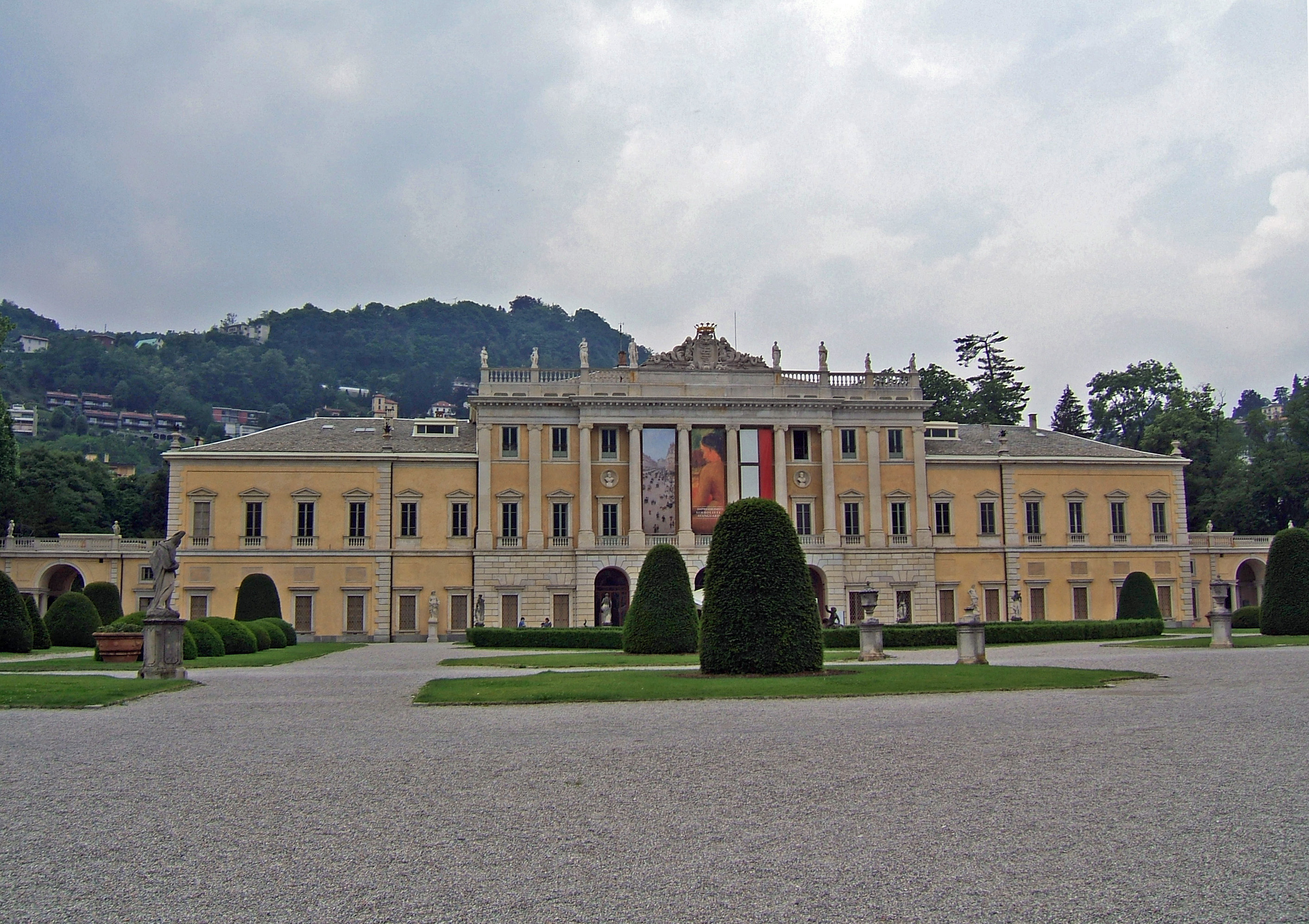
Villa Olmo, Côme.

Simone Cantoni (Muggio, 2 septembre 1739 – Gorgonzola, 4 mars 1818) est un architecte néoclassique italien originaire du Tessin de la famille d'artistes italiens des Cantoni, qui a été surtout actif dans la région englobant Milan, Gorgonzola, Côme et la Brianza.

## Biographie
Né d'une famille d'architectes tessinoise, originaire de Muggio près de Mendrisio, son père Pietro Cantoni fut architecte militaire de la République ligurienne, et son frère cadet, l'architecte Gaetano Cantoni, travailla principalement en Ligurie.
En 1753 à 14 ans Simone rejoignit à Gênes son père auprès duquel il commença sa formation.
Il put découvrir les architectures du maniérisme tardif de Galeazzo Alessi ainsi que les édifices de la Strada Nuova de Gênes.
En 1764, à 25 ans, il partit à Rome parachever sa formation et prit part aux visites archéologiques de Pompéi.
En 1767 il fut admis à l'Académie des beaux-arts de Parme où il découvrit l'architecture néoclassique française au contact d'Ennemond Alexandre Petitot qui était depuis 1753 responsable de la chaire d'architecture de l'Académie.
Ses études terminées, il se rendit à Milan où il débuta une longue carrière professionnelle qui dura presque un demi-siècle.
De 1778 à 1783, avec son frère cadet Gaetano, il réalisa la reconstruction de la façade et des salons du Palais Ducal de Gênes. Ce travail est le seul réalisé en dehors de la Lombardie.

## Œuvres
- Reconstructions du Palazzo Ducale, Gênes
- Villa Violini Nogarola, reconstruction néoclassique de l'édifice, Castel d'Azzano, Vérone)
- Église paroissiale des saints Ambroise et Simplicien, Carate Brianza, Milan :
- Villa Meda, Canzo, Côme.
- Église San Vito, Lomazzo, Côme.
- Église paroissiale Santa Maria Annunciata, Ponte Lambro, Côme.
- Palazzo Mellerio, Milan.
- Palazzo Serbelloni, Milan.
- Villa Olmo, Côme.

## Sources
- (it) Cet article est partiellement ou en totalité issu de l’article de Wikipédia en italien intitulé « Simone Cantoni » (voir la liste des auteurs).